# Liste der Nummer-eins-Hits in Spanien (2020)
Diese Liste der Nummer-eins-Hits in Spanien im Jahr 2020 basiert auf den offiziellen Charts (Top 100 Canciones + Streaming und Top 100 Álbumes) der Productores de Música de España (Promusicae), der spanischen Landesgruppe der IFPI.
Die Albumcharts wurden aufgrund der COVID-19-Pandemie von der 14. Woche (27. März) bis zur 26. Woche (25. Juni) eingestellt.

## Singles
| ← 2019 ← | Liste der Nummer-eins-Hits in Spanien | Liste der Nummer-eins-Hits in Spanien                     | Liste der Nummer-eins-Hits in Spanien | 2021 →                    |
| \| Zeitraum \| Wo. ges. \| Interpret \| Titel Autor(en) \| Zusätzliche Informationen \| \| (Zeitraum, Wochen auf Platz eins, Interpret, Titel, Autor[en], zusätzliche Informationen) \| \| \| \| \| \| ----------------------------------------------------------------------------------------- \| -------- \| --------------------------------------------------------- \| -------------------------------------------------------------------------------------------------------------------------------------------------------------------------------------------------------------------------------------------------------------------------------------------------------------------------------------------------------------------------------------------- \| ------------------------- \| \| 29. November 2019 – 19. März 2020 16 Wochen \| 16 \| Karol G & Nicki Minaj \| Tusa Kevyn Mauricio Cruz Moreno, Carolina Giraldo Navarro, Onika Tanya Maraj, Daniel Echavarría Oviedo, Juan Camilo Vargas Vásquez \| – \| \| 20. März 2020 – 26. März 2020 1 Woche \| 1 \| J Balvin \| Amarillo Alejandro Ramírez Suarez, Giordano Mohamed Sharif Dano Ashruf, Rashid Mohamed Siddiq Badloe, Samuel Babatunde Adebiyi, Cédric Jean Bélise, Arnaud Pierre Joel Codet, Khalid Dehbi, Mehdi Felicite, Georges Gaston Jeannot, Sylvère Johnson, Gérard Desire Dubul, Fabien Vincent Philetas, William Sami Étienne Grigahcine, Ronald Eduardo Hernández Toro, José Álvaro Osorio Balvin \| – \| \| 27. März 2020 – 24. April 2020 4 Wochen \| 4 \| Bad Bunny feat. Jowell y Randy & Ñengo Flow \| Safaera Marcos Efraín Masís Fernández, Benito Antonio Martínez Ocasio, Joel A. Muñoz Martínez, Randy Acevedo Ortíz, Edwin Rosa Vázquez Ortiz, Ormani Pérez González \| – \| \| 25. April 2020 – 8. Mai 2020 2 Wochen \| 2 \| C. Tangana \| Nunca estoy Cristian Quirante Catalán, Antón Álvarez Alfaro, Rosario Carmen González Flores, Anthony Paul Jefferies, Alejandro Sánchez Pizarro \| – \| \| 9. Mai 2020 – 22. Mai 2020 2 Wochen \| 2 \| Bad Bunny feat. Don Omar \| Pa’ romperla Benito Antonio Martínez Ocasio, Jesús Manuel Nieves Cortés, William Omar Landrón Rivera, Marcos Efraín Masís Fernández \| – \| \| 23. Mai 2020 – 29. Mai 2020 1 Woche \| 1 \| Justin Quiles feat. Daddy Yankee & El Alfa \| Pam Justin Rafael Quiles Rivera, Jorge Valdes Vazquez, Emmanuel Herrera Batista, Ramón Luis Ayala Rodríguez, Carlos Ariel Peralta Mendoza jr. \| – \| \| 30. Mai 2020 – 5. Juni 2020 1 Woche \| 1 \| Rosalía & Travis Scott \| TKN Alejandro Ramírez Suarez, Marcos Efraín Masís Fernández, Nelson Díaz Martínez, Jacques Webster, Manuel Alejandro de Jesus Sanchez Armes, Pablo Díaz-Reixa Díaz, Rosalía Vila Tobello \| – \| \| 6. Juni 2020 – 12. Juni 2020 1 Woche \| 1 \| Anuel AA feat. Bad Bunny \| Hasta que Dios diga Carlos Enrique Ortiz-Rivera, Luis E. Ortiz-Rivera, Juan Gabriel Rivera Vázquez, Emmanuel Gazmey Santiago, Benito Antonio Martínez Ocasio, José E. Ortiz Rivera, Nino Karlo Segarra Sanchez jr., Jorge Cedeño Echevarria \| – \| \| 13. Juni 2020 – 19. Juni 2020 1 Woche \| 1 \| Nio García feat. Anuel AA, Myke Towers, Juanka & Brray \| La jeepeta (Remix) Bryan García-Quiñones, Michael Anthony Torres Monge, Xavier Areizaga Padilla, José Ángel Hernández, Jesus Manuel Benitez-Hiraldo, Emmanuel Gazmey Santiago, Luis Antonio Quiñones García, Juan Karlos Bauza Blasini, Ángel Manuel Díaz Ramírez \| – \| \| 20. Juni 2020 – 26. Juni 2020 1 Woche \| 1 \| Anuel AA \| El manual Emmanuel Gazmey Santiago, Frabian Eli Carrion Barreto, Joan Antonio Gonzalez Marrero, Daniel Echavarría Oviedo \| – \| \| 27. Juni 2020 – 24. Juli 2020 4 Wochen \| 4 \| Ozuna \| Caramelo Marcos Efraín Masís Fernández, Alexis Alejandro Gotay Pérez, Eduardo Alfonso Vargas Berrios, Juan Carlos Ozuna Rosado, Yazid Antonio Rivera López, Feliz Ozuna, Starlin Bienvenido Rivas \| – \| \| 25. Juli 2020 – 30. Juli 2020 1 Woche \| 1 \| Tainy & J Balvin \| Agua Jesús Manuel Nieves Cortes, Alejandro Ramírez Suarez, Alejandro Borrero, Kevyn Mauricio Cruz Moreno, Derek Drymon, Mark Harrison, Stephen McDannell Hillenburg, Marcos Efraín Masís Fernández, José Álvaro Osario Balvin, Ivanni Rodríguez, Blaise Smith, Juan Camilo Vargas Vásquez \| – \| \| 31. Juli 2020 – 20. August 2020 3 Wochen \| 3 \| Trueno feat. Nicki Nicole (prod. Bizarrap, Taiu & Tatool) \| Mamichula Musik: Taiel Laureano Cournou Heredia, Santiago Gabriel Ruiz, Gonzalo Julián Conde, Nicolás Pedro Pasquale, Facundo Nahuel Yalve; Text: Mateo Palacios Corazzina, Nicole Denise Cucco \| – \| \| 21. August 2020 – 15. Oktober 2020 8 Wochen \| 8 \| Maluma \| Hawái Johan Esteban Espinosa Cuervo, Stiven Rojas Escobar, Juan Camilo Vargas Vásquez, Kevin Mauricio Jiménez Londoño, Bryan Snaider Lezcano Chaverra, Edgar Iván Barerra, René David Cano Ríos, Kevyn Mauricio Cruz Moreno, Andrés Uribe Marín, Juan Luis Londoño Arias \| – \| \| 16. Oktober 2020 – 22. Oktober 2020 1 Woche \| 1 \| C. Tangana \| Demasiadas mujeres Cristian Quirante Catalán, Antón Álvarez Alfaro, Sergio Larrinaga Soler, Genaro Monreal Lacosta, Camilo Murillo Jenero, Francisco Naranjo Caldera \| – \| \| 23. Oktober 2020 – 29. Oktober 2020 1 Woche \| 1 \| Manuel Turizo, Rauw Alejandro & Myke Towers \| La nota Marcos Efraín Masís Fernández, Juan Diego Medina Vélez, Manuel Turizo Zapata, Julian Turizo Zapata, Santiago Mesa Estrada, Michael Anthony Torres Monge, José M. Reyes Díaz, Orlando Jovani Cepeda Matos, Raúl Alejandro Ocasio Ruiz \| – \| \| 30. Oktober 2020 – 5. November 2020 1 Woche (insgesamt 8) \| 8 \| Bad Bunny feat. Jhay Cortez \| Dákiti Benito Antonio Martínez Ocasio, Gabriel Armando Mora Quintero, Egbert Enrique Rosa Cintrón, Nydia Laner Yera, Jesús Manuel Nieves Cortez, Marcos Efraín Masís Fernández \| – \| \| 6. November 2020 – 19. November 2020 2 Wochen \| 2 \| C. Tangana feat. Niño de Elche, La Húngara \| Tú me dejaste de querer Juan Antonio Jiménez Muñoz, Cristian Quirante Catalán, Antón Álvarez Alfaro, Javier Rodríguez de Antonio \| – \| \| 20. November 2020 – 26. November 2020 1 Woche (insgesamt 8) \| 8 \| Bad Bunny feat. Jhay Cortez \| Dákiti Benito Antonio Martínez Ocasio, Gabriel Armando Mora Quintero, Egbert Enrique Rosa Cintrón, Nydia Laner Yera, Jesús Manuel Nieves Cortez, Marcos Efraín Masís Fernández \| – \| \| 27. November 2020 – 3. Dezember 2020 1 Woche \| 1 \| Bad Bunny feat. Rosalía \| La noche de anoche Benito Antonio Martínez Ocasio, Rosalía Vila Tobella, José E. Ortiz-Rivera, Juan Gabriel Rivera Vázquez, Carlos Enrique Ortiz-Rivera, Marcos Efraín Masís Fernández, Roberto José Rosado Torres jr. \| – \| \| 4. Dezember 2020 – 14. Januar 2021 6 Wochen (insgesamt 8) \| 8 \| Bad Bunny & Jhay Cortez \| Dákiti Benito Antonio Martínez Ocasio, Gabriel Armando Mora Quintero, Egbert Enrique Rosa Cintrón, Nydia Laner Yera, Jesús Manuel Nieves Cortez, Marcos Efraín Masís Fernández \| – \| |                                       |                                                           | |                           |
| ← 2019 |                                       |                                                           | | → 2021 →                  |
| Zeitraum | Wo. ges.                              | Interpret                                                 | Titel Autor(en) | Zusätzliche Informationen |
| (Zeitraum, Wochen auf Platz eins, Interpret, Titel, Autor[en], zusätzliche Informationen) |                                       |                                                           | |                           |
| 29. November 2019 – 19. März 2020 16 Wochen | 16                                    | Karol G & Nicki Minaj                                     | Tusa Kevyn Mauricio Cruz Moreno, Carolina Giraldo Navarro, Onika Tanya Maraj, Daniel Echavarría Oviedo, Juan Camilo Vargas Vásquez | –                         |
| 20. März 2020 – 26. März 2020 1 Woche | 1                                     | J Balvin                                                  | Amarillo Alejandro Ramírez Suarez, Giordano Mohamed Sharif Dano Ashruf, Rashid Mohamed Siddiq Badloe, Samuel Babatunde Adebiyi, Cédric Jean Bélise, Arnaud Pierre Joel Codet, Khalid Dehbi, Mehdi Felicite, Georges Gaston Jeannot, Sylvère Johnson, Gérard Desire Dubul, Fabien Vincent Philetas, William Sami Étienne Grigahcine, Ronald Eduardo Hernández Toro, José Álvaro Osorio Balvin | –                         |
| 27. März 2020 – 24. April 2020 4 Wochen | 4                                     | Bad Bunny feat. Jowell y Randy & Ñengo Flow               | Safaera Marcos Efraín Masís Fernández, Benito Antonio Martínez Ocasio, Joel A. Muñoz Martínez, Randy Acevedo Ortíz, Edwin Rosa Vázquez Ortiz, Ormani Pérez González | –                         |
| 25. April 2020 – 8. Mai 2020 2 Wochen | 2                                     | C. Tangana                                                | Nunca estoy Cristian Quirante Catalán, Antón Álvarez Alfaro, Rosario Carmen González Flores, Anthony Paul Jefferies, Alejandro Sánchez Pizarro | –                         |
| 9. Mai 2020 – 22. Mai 2020 2 Wochen | 2                                     | Bad Bunny feat. Don Omar                                  | Pa’ romperla Benito Antonio Martínez Ocasio, Jesús Manuel Nieves Cortés, William Omar Landrón Rivera, Marcos Efraín Masís Fernández | –                         |
| 23. Mai 2020 – 29. Mai 2020 1 Woche | 1                                     | Justin Quiles feat. Daddy Yankee & El Alfa                | Pam Justin Rafael Quiles Rivera, Jorge Valdes Vazquez, Emmanuel Herrera Batista, Ramón Luis Ayala Rodríguez, Carlos Ariel Peralta Mendoza jr. | –                         |
| 30. Mai 2020 – 5. Juni 2020 1 Woche | 1                                     | Rosalía & Travis Scott                                    | TKN Alejandro Ramírez Suarez, Marcos Efraín Masís Fernández, Nelson Díaz Martínez, Jacques Webster, Manuel Alejandro de Jesus Sanchez Armes, Pablo Díaz-Reixa Díaz, Rosalía Vila Tobello | –                         |
| 6. Juni 2020 – 12. Juni 2020 1 Woche | 1                                     | Anuel AA feat. Bad Bunny                                  | Hasta que Dios diga Carlos Enrique Ortiz-Rivera, Luis E. Ortiz-Rivera, Juan Gabriel Rivera Vázquez, Emmanuel Gazmey Santiago, Benito Antonio Martínez Ocasio, José E. Ortiz Rivera, Nino Karlo Segarra Sanchez jr., Jorge Cedeño Echevarria | –                         |
| 13. Juni 2020 – 19. Juni 2020 1 Woche | 1                                     | Nio García feat. Anuel AA, Myke Towers, Juanka & Brray    | La jeepeta (Remix) Bryan García-Quiñones, Michael Anthony Torres Monge, Xavier Areizaga Padilla, José Ángel Hernández, Jesus Manuel Benitez-Hiraldo, Emmanuel Gazmey Santiago, Luis Antonio Quiñones García, Juan Karlos Bauza Blasini, Ángel Manuel Díaz Ramírez | –                         |
| 20. Juni 2020 – 26. Juni 2020 1 Woche | 1                                     | Anuel AA                                                  | El manual Emmanuel Gazmey Santiago, Frabian Eli Carrion Barreto, Joan Antonio Gonzalez Marrero, Daniel Echavarría Oviedo | –                         |
| 27. Juni 2020 – 24. Juli 2020 4 Wochen | 4                                     | Ozuna                                                     | Caramelo Marcos Efraín Masís Fernández, Alexis Alejandro Gotay Pérez, Eduardo Alfonso Vargas Berrios, Juan Carlos Ozuna Rosado, Yazid Antonio Rivera López, Feliz Ozuna, Starlin Bienvenido Rivas | –                         |
| 25. Juli 2020 – 30. Juli 2020 1 Woche | 1                                     | Tainy & J Balvin                                          | Agua Jesús Manuel Nieves Cortes, Alejandro Ramírez Suarez, Alejandro Borrero, Kevyn Mauricio Cruz Moreno, Derek Drymon, Mark Harrison, Stephen McDannell Hillenburg, Marcos Efraín Masís Fernández, José Álvaro Osario Balvin, Ivanni Rodríguez, Blaise Smith, Juan Camilo Vargas Vásquez | –                         |
| 31. Juli 2020 – 20. August 2020 3 Wochen | 3                                     | Trueno feat. Nicki Nicole (prod. Bizarrap, Taiu & Tatool) | Mamichula Musik: Taiel Laureano Cournou Heredia, Santiago Gabriel Ruiz, Gonzalo Julián Conde, Nicolás Pedro Pasquale, Facundo Nahuel Yalve; Text: Mateo Palacios Corazzina, Nicole Denise Cucco | –                         |
| 21. August 2020 – 15. Oktober 2020 8 Wochen | 8                                     | Maluma                                                    | Hawái Johan Esteban Espinosa Cuervo, Stiven Rojas Escobar, Juan Camilo Vargas Vásquez, Kevin Mauricio Jiménez Londoño, Bryan Snaider Lezcano Chaverra, Edgar Iván Barerra, René David Cano Ríos, Kevyn Mauricio Cruz Moreno, Andrés Uribe Marín, Juan Luis Londoño Arias | –                         |
| 16. Oktober 2020 – 22. Oktober 2020 1 Woche | 1                                     | C. Tangana                                                | Demasiadas mujeres Cristian Quirante Catalán, Antón Álvarez Alfaro, Sergio Larrinaga Soler, Genaro Monreal Lacosta, Camilo Murillo Jenero, Francisco Naranjo Caldera | –                         |
| 23. Oktober 2020 – 29. Oktober 2020 1 Woche | 1                                     | Manuel Turizo, Rauw Alejandro & Myke Towers               | La nota Marcos Efraín Masís Fernández, Juan Diego Medina Vélez, Manuel Turizo Zapata, Julian Turizo Zapata, Santiago Mesa Estrada, Michael Anthony Torres Monge, José M. Reyes Díaz, Orlando Jovani Cepeda Matos, Raúl Alejandro Ocasio Ruiz | –                         |
| 30. Oktober 2020 – 5. November 2020 1 Woche (insgesamt 8) | 8                                     | Bad Bunny feat. Jhay Cortez                               | Dákiti Benito Antonio Martínez Ocasio, Gabriel Armando Mora Quintero, Egbert Enrique Rosa Cintrón, Nydia Laner Yera, Jesús Manuel Nieves Cortez, Marcos Efraín Masís Fernández | –                         |
| 6. November 2020 – 19. November 2020 2 Wochen | 2                                     | C. Tangana feat. Niño de Elche, La Húngara                | Tú me dejaste de querer Juan Antonio Jiménez Muñoz, Cristian Quirante Catalán, Antón Álvarez Alfaro, Javier Rodríguez de Antonio | –                         |
| 20. November 2020 – 26. November 2020 1 Woche (insgesamt 8) | 8                                     | Bad Bunny feat. Jhay Cortez                               | Dákiti Benito Antonio Martínez Ocasio, Gabriel Armando Mora Quintero, Egbert Enrique Rosa Cintrón, Nydia Laner Yera, Jesús Manuel Nieves Cortez, Marcos Efraín Masís Fernández | –                         |
| 27. November 2020 – 3. Dezember 2020 1 Woche | 1                                     | Bad Bunny feat. Rosalía                                   | La noche de anoche Benito Antonio Martínez Ocasio, Rosalía Vila Tobella, José E. Ortiz-Rivera, Juan Gabriel Rivera Vázquez, Carlos Enrique Ortiz-Rivera, Marcos Efraín Masís Fernández, Roberto José Rosado Torres jr. | –                         |
| 4. Dezember 2020 – 14. Januar 2021 6 Wochen (insgesamt 8) | 8                                     | Bad Bunny & Jhay Cortez                                   | Dákiti Benito Antonio Martínez Ocasio, Gabriel Armando Mora Quintero, Egbert Enrique Rosa Cintrón, Nydia Laner Yera, Jesús Manuel Nieves Cortez, Marcos Efraín Masís Fernández | –                         |

## Alben
| ← 2019 ← | Liste der Nummer-eins-Hits in Spanien | Liste der Nummer-eins-Hits in Spanien | Liste der Nummer-eins-Hits in Spanien       | 2021 →                    |
| \| Zeitraum \| Wo. ges. \| Interpret \| Titel \| Zusätzliche Informationen \| \| (Zeitraum, Wochen auf Platz eins, Interpret, Titel, zusätzliche Informationen) \| \| \| \| \| \| ------------------------------------------------------------------------------ \| -------- \| -------------------------- \| ------------------------------------------- \| ------------------------- \| \| 13. Dezember 2019 – 2. Januar 2020 3 Wochen \| 3 \| (Verschiedene Interpreten) \| Tributo a Sabina: Ni tan joven ni tan viejo \| – \| \| 3. Januar 2020 – 23. Januar 2020 3 Wochen (insgesamt 4) \| 4 \| David Bisbal \| En tus planes \| – \| \| 24. Januar 2020 – 30. Januar 2020 1 Woche \| 1 \| Fuel Fandango \| Origen \| – \| \| 31. Januar 2020 – 6. Februar 2020 1 Woche \| 1 \| Maldita Nerea \| Un planeta llamado nosotros \| – \| \| 7. Februar 2020 – 13. Februar 2020 1 Woche (insgesamt 4) \| 4 \| David Bisbal \| En tus planes \| – \| \| 14. Februar 2020 – 20. Februar 2020 1 Woche \| 1 \| Alejandro Fernández \| Hecho en México \| – \| \| 21. Februar 2020 – 27. Februar 2020 1 Woche \| 1 \| BTS \| Map of the Soul: 7 \| – \| \| 28. Februar 2020 – 5. März 2020 1 Woche \| 1 \| (Verschiedene Interpreten) \| Operación Triunfo 2020: Lo mejor 1ª parte \| – \| \| 6. März 2020 – 12. März 2020 1 Woche \| 1 \| Los Enemigos \| Bestieza \| – \| \| 13. März 2020 – 19. März 2020 1 Woche \| 1 \| Natalia Lacunza \| EP2 \| – \| \| 20. März 2020 – 26. März 2020 1 Woche \| 1 \| Dvicio \| Impulso \| – \| \| Vom 27. März bis 26. Juni wurden keine Albumcharts veröffentlicht. \| \| \| \| \| \| \| \| \| \| \| \| 27. Juni 2020 – 3. Juli 2020 1 Woche (insgesamt 8) \| 8 \| Anuel AA \| Emmanuel \| – \| \| 4. Juli 2020 – 10. Juli 2020 1 Woche \| 1 \| Manolo García \| Acústico acústico acústico (en directo) \| – \| \| 11. Juli 2020 – 27. August 2020 7 Wochen (insgesamt 8) \| 8 \| Anuel AA \| Emmanuel \| – \| \| 28. August 2020 – 3. September 2020 1 Woche \| 1 \| Agoney \| Libertad \| – \| \| 4. September 2020 – 10. September 2020 1 Woche \| 1 \| Sidecars \| Ruido de fondo \| – \| \| 11. September 2020 – 17. September 2020 1 Woche (insgesamt 3) \| 3 \| Ozuna \| Enoc \| – \| \| 18. September 2020 – 24. September 2020 1 Woche \| 1 \| La Oreja de Van Gogh \| Un susurro en la tormenta \| – \| \| 25. September 2020 – 8. Oktober 2020 2 Wochen (insgesamt 3) \| 3 \| Ozuna \| Enoc \| – \| \| 9. Oktober 2020 – 15. Oktober 2020 1 Woche \| 1 \| Cepeda \| Con los pies en el suelo \| – \| \| 16. Oktober 2020 – 22. Oktober 2020 1 Woche \| 1 \| Dani Martín \| Lo que me dé la gana \| – \| \| 23. Oktober 2020 – 29. Oktober 2020 1 Woche \| 1 \| Vanesa Martín \| Siete veces sí \| – \| \| 30. Oktober 2020 – 5. November 2020 1 Woche \| 1 \| Rozalén \| El árbol y el bosque \| – \| \| 6. November 2020 – 12. November 2020 1 Woche (insgesamt 2) \| 2 \| Antonio Orozco \| Aviónica \| – \| \| 13. November 2020 – 19. November 2020 1 Woche \| 1 \| AC/DC \| Power Up \| – \| \| 20. November 2020 – 26. November 2020 1 Woche \| 1 \| Leiva \| Madrid nuclear - en directo \| – \| \| 27. November 2020 – 3. Dezember 2020 1 Woche \| 1 \| Bad Bunny \| El último tour del mundo \| – \| \| 4. Dezember 2020 – 10. Dezember 2020 1 Woche (insgesamt 2) \| 2 \| Antonio Orozco \| Aviónica \| – \| \| 11. Dezember 2020 – 7. Januar 2021 4 Wochen \| 4 \| Pablo Alborán \| Vértigo \| – \| |                                       |                                       |                                             |                           |
| ← 2019 |                                       |                                       |                                             | → 2021 →                  |
| Zeitraum | Wo. ges.                              | Interpret                             | Titel                                       | Zusätzliche Informationen |
| (Zeitraum, Wochen auf Platz eins, Interpret, Titel, zusätzliche Informationen) |                                       |                                       |                                             |                           |
| 13. Dezember 2019 – 2. Januar 2020 3 Wochen | 3                                     | (Verschiedene Interpreten)            | Tributo a Sabina: Ni tan joven ni tan viejo | –                         |
| 3. Januar 2020 – 23. Januar 2020 3 Wochen (insgesamt 4) | 4                                     | David Bisbal                          | En tus planes                               | –                         |
| 24. Januar 2020 – 30. Januar 2020 1 Woche | 1                                     | Fuel Fandango                         | Origen                                      | –                         |
| 31. Januar 2020 – 6. Februar 2020 1 Woche | 1                                     | Maldita Nerea                         | Un planeta llamado nosotros                 | –                         |
| 7. Februar 2020 – 13. Februar 2020 1 Woche (insgesamt 4) | 4                                     | David Bisbal                          | En tus planes                               | –                         |
| 14. Februar 2020 – 20. Februar 2020 1 Woche | 1                                     | Alejandro Fernández                   | Hecho en México                             | –                         |
| 21. Februar 2020 – 27. Februar 2020 1 Woche | 1                                     | BTS                                   | Map of the Soul: 7                          | –                         |
| 28. Februar 2020 – 5. März 2020 1 Woche | 1                                     | (Verschiedene Interpreten)            | Operación Triunfo 2020: Lo mejor 1ª parte   | –                         |
| 6. März 2020 – 12. März 2020 1 Woche | 1                                     | Los Enemigos                          | Bestieza                                    | –                         |
| 13. März 2020 – 19. März 2020 1 Woche | 1                                     | Natalia Lacunza                       | EP2                                         | –                         |
| 20. März 2020 – 26. März 2020 1 Woche | 1                                     | Dvicio                                | Impulso                                     | –                         |
| Vom 27. März bis 26. Juni wurden keine Albumcharts veröffentlicht. |                                       |                                       |                                             |                           |
| |                                       |                                       |                                             |                           |
| 27. Juni 2020 – 3. Juli 2020 1 Woche (insgesamt 8) | 8                                     | Anuel AA                              | Emmanuel                                    | –                         |
| 4. Juli 2020 – 10. Juli 2020 1 Woche | 1                                     | Manolo García                         | Acústico acústico acústico (en directo)     | –                         |
| 11. Juli 2020 – 27. August 2020 7 Wochen (insgesamt 8) | 8                                     | Anuel AA                              | Emmanuel                                    | –                         |
| 28. August 2020 – 3. September 2020 1 Woche | 1                                     | Agoney                                | Libertad                                    | –                         |
| 4. September 2020 – 10. September 2020 1 Woche | 1                                     | Sidecars                              | Ruido de fondo                              | –                         |
| 11. September 2020 – 17. September 2020 1 Woche (insgesamt 3) | 3                                     | Ozuna                                 | Enoc                                        | –                         |
| 18. September 2020 – 24. September 2020 1 Woche | 1                                     | La Oreja de Van Gogh                  | Un susurro en la tormenta                   | –                         |
| 25. September 2020 – 8. Oktober 2020 2 Wochen (insgesamt 3) | 3                                     | Ozuna                                 | Enoc                                        | –                         |
| 9. Oktober 2020 – 15. Oktober 2020 1 Woche | 1                                     | Cepeda                                | Con los pies en el suelo                    | –                         |
| 16. Oktober 2020 – 22. Oktober 2020 1 Woche | 1                                     | Dani Martín                           | Lo que me dé la gana                        | –                         |
| 23. Oktober 2020 – 29. Oktober 2020 1 Woche | 1                                     | Vanesa Martín                         | Siete veces sí                              | –                         |
| 30. Oktober 2020 – 5. November 2020 1 Woche | 1                                     | Rozalén                               | El árbol y el bosque                        | –                         |
| 6. November 2020 – 12. November 2020 1 Woche (insgesamt 2) | 2                                     | Antonio Orozco                        | Aviónica                                    | –                         |
| 13. November 2020 – 19. November 2020 1 Woche | 1                                     | AC/DC                                 | Power Up                                    | –                         |
| 20. November 2020 – 26. November 2020 1 Woche | 1                                     | Leiva                                 | Madrid nuclear - en directo                 | –                         |
| 27. November 2020 – 3. Dezember 2020 1 Woche | 1                                     | Bad Bunny                             | El último tour del mundo                    | –                         |
| 4. Dezember 2020 – 10. Dezember 2020 1 Woche (insgesamt 2) | 2                                     | Antonio Orozco                        | Aviónica                                    | –                         |
| 11. Dezember 2020 – 7. Januar 2021 4 Wochen | 4                                     | Pablo Alborán                         | Vértigo                                     | –                         |

## Jahreshitparaden
| ← 2019 ← | Liste der Nummer-eins-Hits in Spanien | Liste der Nummer-eins-Hits in Spanien                                  | Liste der Nummer-eins-Hits in Spanien | 2021 →   |
| \| Singles \| Position# \| Alben \| \| --------------------------------------------------------------------------------------------------------------------------------------------------------------------------------------------------------------------------------------------------------------------------------------------------------------------------------------------------------------------------------------------------------------------------------------------------------------------------------------------------- \| --------- \| ---------------------------------------------------------------------- \| \| Tusa Karol G & Nicki Minaj Kevyn Mauricio Cruz Moreno, Carolina Giraldo Navarro, Onika Tanya Maraj, Daniel Echavarría Oviedo, Juan Camilo Vargas Vásquez \| 1 \| YHLQMDLG Bad Bunny \| \| Se iluminaba Fred de Palma & Ana Mena \| 2 \| En tus planes David Bisbal \| \| Blinding Lights The Weeknd Ahmad Balshe, Oscar Thomas Holter, Martin Karl Sandberg, Jason Matthew Quenneville, Abel Tesfaye \| 3 \| Vértigo Pablo Alborán \| \| Hawái Maluma Johan Esteban Espinosa Cuervo, Stiven Rojas Escobar, Juan Camilo Vargas Vásquez, Kevin Mauricio Jiménez Londoño, Bryan Snaider Lezcano Chaverra, Edgar Iván Barerra, René David Cano Ríos, Kevyn Mauricio Cruz Moreno, Andrés Uribe Marín, Juan Luis Londoño Arias \| 4 \| Emmanuel Anuel AA \| \| Dance Monkey Tones and I Toni Elizabeth Watson \| 5 \| Colores J Balvin \| \| La jeepeta (Remix) Nio García feat. Anuel AA, Myke Towers, Juanka & Brray Bryan García-Quiñones, Michael Anthony Torres Monge, Xavier Areizaga Padilla, José Ángel Hernández, Jesus Manuel Benitez-Hiraldo, Emmanuel Gazmey Santiago, Luis Antonio Quiñones García, Juan Karlos Bauza Blasini, Ángel Manuel Díaz Ramírez \| 6 \| Lo que me dé la gana Dani Martín \| \| Porfa Feid feat. Justin Quiles Salomón Villada Hoyos, Justin Rafael Quiles Rivera, Esteban Higuita Estrada, Alejandro Ramírez Suarez \| 7 \| La cruz del mapa Manuel Carrasco \| \| Caramelo Ozuna Marcos Efraín Masís Fernández, Alexis Alejandro Gotay Pérez, Eduardo Alfonso Vargas Berrios, Juan Carlos Ozuna Rosado, Yazid Antonio Rivera López, Feliz Ozuna, Starlin Bienvenido Rivas \| 8 \| Prisma Beret \| \| La curiosidad Jay Wheeler & DJ Nelson feat. Myke Towers Alberto Mendoza, Nelson Díaz Martínez, Michael Anthony Torres Monge, Camille Marie Soto Malavé, José Ángel López Martínez, Jesús Manuel Nieves Cortez, Raúl Alejandro Ocasio Ruiz, Jefnier Osorio Moreno, Luis Suárez Silva, Kevin Omar Ortiz Bones, Kristian Dariel Ginorio, Emmanuel Infante, Alvin Baez, Héctor Javier Cordero Ortiz, Héctor Joel Cordero Ortiz, Eliezier David Medina, Andrea A. Bastardo, José Fernando Rivera Morales \| 9 \| Tributo a Sabina: Ni tan joven ni tan viejo (Verschiedene Interpreten) \| \| Tattoo (Remix) Rauw Alejandro feat. Camilo Luis Jonuel González, Raúl Alejandro Ocasio Ruiz, Eric Luis Pérez-Rovira, José Manuel Collazo Denis, Camilo Echeverri Correa, Evaluna Mercedes Reglero Rodríguez, Rafael Alfonso Rodriguez, Daniel Ignacio Rondón García, Andrea Elena Mangiamarchi \| 10 \| Fine Line Harry Styles \| |                                       |                                                                        |                                       |          |
| ← 2019 |                                       |                                                                        |                                       | → 2021 → |
| Singles | Position#                             | Alben                                                                  |                                       |          |
| Tusa Karol G & Nicki Minaj Kevyn Mauricio Cruz Moreno, Carolina Giraldo Navarro, Onika Tanya Maraj, Daniel Echavarría Oviedo, Juan Camilo Vargas Vásquez | 1                                     | YHLQMDLG Bad Bunny                                                     |                                       |          |
| Se iluminaba Fred de Palma & Ana Mena | 2                                     | En tus planes David Bisbal                                             |                                       |          |
| Blinding Lights The Weeknd Ahmad Balshe, Oscar Thomas Holter, Martin Karl Sandberg, Jason Matthew Quenneville, Abel Tesfaye | 3                                     | Vértigo Pablo Alborán                                                  |                                       |          |
| Hawái Maluma Johan Esteban Espinosa Cuervo, Stiven Rojas Escobar, Juan Camilo Vargas Vásquez, Kevin Mauricio Jiménez Londoño, Bryan Snaider Lezcano Chaverra, Edgar Iván Barerra, René David Cano Ríos, Kevyn Mauricio Cruz Moreno, Andrés Uribe Marín, Juan Luis Londoño Arias | 4                                     | Emmanuel Anuel AA                                                      |                                       |          |
| Dance Monkey Tones and I Toni Elizabeth Watson | 5                                     | Colores J Balvin                                                       |                                       |          |
| La jeepeta (Remix) Nio García feat. Anuel AA, Myke Towers, Juanka & Brray Bryan García-Quiñones, Michael Anthony Torres Monge, Xavier Areizaga Padilla, José Ángel Hernández, Jesus Manuel Benitez-Hiraldo, Emmanuel Gazmey Santiago, Luis Antonio Quiñones García, Juan Karlos Bauza Blasini, Ángel Manuel Díaz Ramírez | 6                                     | Lo que me dé la gana Dani Martín                                       |                                       |          |
| Porfa Feid feat. Justin Quiles Salomón Villada Hoyos, Justin Rafael Quiles Rivera, Esteban Higuita Estrada, Alejandro Ramírez Suarez | 7                                     | La cruz del mapa Manuel Carrasco                                       |                                       |          |
| Caramelo Ozuna Marcos Efraín Masís Fernández, Alexis Alejandro Gotay Pérez, Eduardo Alfonso Vargas Berrios, Juan Carlos Ozuna Rosado, Yazid Antonio Rivera López, Feliz Ozuna, Starlin Bienvenido Rivas | 8                                     | Prisma Beret                                                           |                                       |          |
| La curiosidad Jay Wheeler & DJ Nelson feat. Myke Towers Alberto Mendoza, Nelson Díaz Martínez, Michael Anthony Torres Monge, Camille Marie Soto Malavé, José Ángel López Martínez, Jesús Manuel Nieves Cortez, Raúl Alejandro Ocasio Ruiz, Jefnier Osorio Moreno, Luis Suárez Silva, Kevin Omar Ortiz Bones, Kristian Dariel Ginorio, Emmanuel Infante, Alvin Baez, Héctor Javier Cordero Ortiz, Héctor Joel Cordero Ortiz, Eliezier David Medina, Andrea A. Bastardo, José Fernando Rivera Morales | 9                                     | Tributo a Sabina: Ni tan joven ni tan viejo (Verschiedene Interpreten) |                                       |          |
| Tattoo (Remix) Rauw Alejandro feat. Camilo Luis Jonuel González, Raúl Alejandro Ocasio Ruiz, Eric Luis Pérez-Rovira, José Manuel Collazo Denis, Camilo Echeverri Correa, Evaluna Mercedes Reglero Rodríguez, Rafael Alfonso Rodriguez, Daniel Ignacio Rondón García, Andrea Elena Mangiamarchi | 10                                    | Fine Line Harry Styles                                                 |                                       |          |

## Belege
1. ↑  Promusicae removes its traditional album chart during the coronavirus crisis. Promusicae, 7. April 2020, abgerufen am 5. Juli 2020 (englisch).

Siehe auch: Nummer-eins-Hits 2020 in  Australien, Belgien, Brasilien, Bulgarien, Dänemark, Deutschland, Finnland, Frankreich, Griechenland, Irland, Italien, Japan, Kanada, Kolumbien, Kroatien, Malaysia, Mexiko, Neuseeland, den Niederlanden, Norwegen, Österreich, Polen, Portugal, Schweden, der Schweiz, Singapur, Slowakei, Südkorea, Tschechien, Ungarn, den Vereinigten Staaten und im Vereinigten Königreich.